# Bronchiolite
La bronchiolite è un'infiammazione dei bronchioli, i più piccoli passaggi di aria dei polmoni. Di solito si verifica nei bambini di meno di due anni di età, con la maggioranza dei casi compresi tra i tre e i sei mesi. Si presenta con tosse, mancanza di respiro e respiro sibilante e può essere causa per alcuni bambini di difficoltà di alimentazione. Questa infiammazione è di solito causata dal virus respiratorio sinciziale (70% dei casi) ed è molto più comune nei mesi invernali. Il trattamento è in genere di supporto con ossigeno, monitoraggio, somministrazione di fluidi e nutrizione, anche per mezzo di un tubo gastrico o per via endovenosa. Non vi sono prove sufficienti per sostenere un trattamento che faccia ricorso a antibiotici, tensioattivi, broncodilatatori, adrenalina nebulizzata o soluzione salina ipertonica.

## Epidemiologia
Il 90% dei casi riguarda bambini tra gli 1 e i 9 mesi. La bronchiolite è la causa più comune di ospedalizzazione durante il primo anno di vita. È epidemica in inverno.

## Segni e sintomi
In un caso tipico, un bambino sotto i due anni di età sviluppa tosse, respiro sibilante, mancanza di respiro, il tutto per uno o due giorni. I sibili sono caratteristici e possono essere auscultati per mezzo di uno stetoscopio. Al termine del periodo acuto della malattia, le vie aeree rimangono sensibili per diverse settimane, portando a tosse ricorrente e sibili.
Alcuni segni della forma più grave della malattia includono:
- scarsa alimentazione (meno della metà delle normali assunzione di liquidi nelle precedenti 24 ore)
- letargia
- apnea
- frequenza respiratoria > 70/min
- flaring nasale
- cianosi